# Driving Through Forever — The Ultimate Crush 40 Collection
| Оценки критиков | Оценки критиков |
| Источник        | Оценка          |
| --------------- | --------------- |
| Amazon          | 5/5             |
| Rate Your Music | 3.37/5          |
| CDJapan         | 5/5             |
| Discogs         | 4,8/5           |
| VGMdb           | 5/5             |

Driving Through Forever — The Ultimate Crush 40 Collection (с англ. — «Гоним сквозь вечность — Совершенная коллекция Crush 40». Название стилизовано как DRIVING THROUGH FOREVER The Ultimate Crush Forty Collection 1998-2018) — сборник из двух дисков CD и DVD, в который вошли лучшие хиты Crush 40, новый микс песни "His World" и новый трек под названием «Call Me Crazy», которая до выхода альбома исполнялась вживую только на Japan Game Music Festival II:RE.
Это еще один сборник в духе The Best of Crush 40: Super Sonic Songs, целью которого является празднование последних 20 лет Crush 40, содержащий треки, начиная от "Open Your Heart", написанной в 1998 году, и заканчивая "Green Light Ride", написанной в 2018 году.
Релиз также включал бонусный DVD, который представляет собой DVD-компиляцию различных случайных клипов, состоящих из предыдущих лирических клипов и видеоматериалов с живых выступлений. Наиболее примечательно, что DVD включает в себя полчаса совершенно невидимых кадров с выступления "2 Nights 2 Remember" 2014 года, даже дойдя до того, что включил песню с концерта, которая не была включена в CD "2 Nights 2 Remember", "I Am... All of Me". Кроме того, этот DVD содержит одно из единственных известных видео JGMF II:RE performance группы Crush 40, а также ранее не издававшееся видео с несколькими камерами "Open Your Heart" с JGMF 2013.
В буклете не указано, однако в сборнике песня «What I'm Made Of...» взята из альбома True Blue: The Best of Sonic the Hedgehog, в котором перезаписаны бас и бэк-вокал, а также добавлены новые звуковые эффекты. Также было и на предыдущем сборнике группы The Best of Crush 40: Super Sonic Songs.

## Каверы
- «Free» — кавер-версия песни, которую изначально записал Крис Мадин. Впервые песня вышла на альбоме Break Free: Sonic Free Riders Original Soundtrack как оригинал так и кавер-версия от Crush 40.
- «Sonic Boom» кавер-версия песни, которую изначально записала группа Pastiche. Первые песня появилась на альбоме Sonic the Hedgehog Boom в виде оригинала. Кавер-версия от Crush 40 впервые вышла на переиздании альбома, который получил название Sonic the Hedgehog CD Original Soundtrack 20th Anniversary Edition. В кавере участвовал Алекс Махлуф из группы Cash Cash.
- «All Hail Shadow» — кавер-версия песни, которую изначально записала американская группа MAGNA-FI. Впервые песня вышла на альбоме Lost and Found: Shadow the Hedgehog Vocal Trax в виде оригинала. Кавер-версия от Crush 40 впервые вышла на альбоме Sonic the Hedgehog Vocal Traxx: Several Wills.
- «His World» — кавер-версия песни, которую изначально записал дуэт из Али Табатабаи и Мэтти Льюиса из группы Zebrahead. Впервые песня вышла на альбоме Sonic the Hedgehog Vocal Traxx: Several Wills как оригинал дуэта, версия с Zebrahead, так и кавер-версия от Crush 40. На это сборнике песня получила новый микс.

## Список композиций
| №                   | Название              | Саундтрек к игре           | Длительность |
| ------------------- | --------------------- | -------------------------- | ------------ |
| 1.                  | «Green Light Ride»    | Team Sonic Racing          | 4:35         |
| 2.                  | «2 Nights 2 Remember» | -                          | 3:44         |
| 3.                  | «Free»                | Sonic Free Riders          | 3:22         |
| 4.                  | «Sonic Boom»          | Sonic CD                   | 2:43         |
| 5.                  | «One of Those Days»   | -                          | 4:29         |
| 6.                  | «All Hail Shadow»     | Sonic the Hedgehog         | 4:01         |
| 7.                  | «His World» (New Mix) | Sonic the Hedgehog         | 5:11         |
| 8.                  | «Knight of the Wind»  | Sonic and the Black Knight | 4:31         |
| 9.                  | «Watch Me Fly...»     | NASCAR Arcade              | 5:10         |
| 10.                 | «I Am... All of Me»   | Shadow the Hedgehog        | 3:52         |
| 11.                 | «Never Turn Back»     | Shadow the Hedgehog        | 4:39         |
| 12.                 | «Sonic Heroes»        | Sonic Heroes               | 3:29         |
| 13.                 | «What I'm Made Of...» | Sonic Heroes               | 3:42         |
| 14.                 | «Live & Learn»        | Sonic Adventure 2          | 4:30         |
| 15.                 | «Open Your Heart»     | Sonic Adventure            | 5:11         |
| 16.                 | «Sonic Youth»         |                            | 3:47         |
| 17.                 | «Call Me Crazy»       |                            | 3:38         |
| Общая длительность: | Общая длительность:   | Общая длительность:        | 70:34        |

| №                   | Название | Длительность |
| ------------------- | --- | ------------ |
| 1.                  | «Call Me Crazy» (Lyric Video)                                                                                 | 3:40         |
| 2.                  | «2 Nights 2 Remember» (Lyric Video)                                                                           | 1:28         |
| 3.                  | «One of Those Days» (Lyric Video)                                                                             | 4:27         |
| 4.                  | «Watch Me Fly...» (Live at Japan Game Music Festival II: Re, 2018.01.14)                                      | 5:27         |
| 5.                  | «Down & Dirty / I Am... All of Me / With Me / Live Life» (Live at Live Stage Guilty, Tokyo, Japan 2014.03.30) | 18:09        |
| 6.                  | «Revvin' Up» (Live at Live Stage Guilty, Tokyo, Japan 2014.03.30)                                             | 3:16         |
| 7.                  | «Sonic Youth» (Live at Live Stage Guilty, Tokyo, Japan 2014.03.30)                                            | 4:26         |
| 8.                  | «What I'm Made Of...» (Live at Live Stage Guilty, Tokyo, Japan 2014.03.30)                                    | 4:14         |
| 9.                  | «Open Your Heart / What I'm Made Of...» (Live at Japan Game Music Festival, 2013.06.29)                       | 7:43         |
| 10.                 | «His World» (Live at Live Stage Guilty, Tokyo, Japan 2012.03.30)                                              | 3:24         |
| 11.                 | «Live & Learn» (Live at Live Stage Guilty, Tokyo, Japan 2011.07.30)                                           | 5:05         |
| 12.                 | «(no title available)»                                                                                        |              |
| 13.                 | «(no title available)»                                                                                        |              |
| Общая длительность: | Общая длительность:                                                                                           | 61:19        |

## Участники записи (CD)

### Crush 40
- Дзюн Сэноуэ — гитары и программирование
- Джонни Джиоэли — вокал

### Приглашённые музыканты
- Такэси Танэда — бас-гитара на всех треках кроме 9 и 15
- Наото Сибата — бас-гитара на треках 9 и 15
- Тору Кавамура — ударные на треках 4, 5, 6, 7, 10, 11
- Хироцугу Хомма — ударные на треках 9 и 15
- Марк Шульман — ударные на треках 13
- Кацудзи Кирита — ударные на треках 2, 3, 8, 12, 14, 16
- Акт. — ударные на треках 1 и 17[7]
- Ютака Минобэ — клавишные на треках 9 и 11
- Кимико Накагава — струнные инструменты в треке 8

### Технический персонал
- Gulch Graphics — дизайн
- Рэйчел Е. Скотт, Митико Кисеки, Кейсуке Сунагаре, Шигехару Исода, Осси и Икуэ Сайто - фотография

## Участники записи (DVD)

### Crush 40
- Дзюн Сэноуэ — гитары
- Джонни Джиоэли — вокал
- Такэси Танэда — бас-гитара на треках 5, 6, 7, 8, 10 и 11
- Шойо — бас-гитара на треках 4 и 9
- Тору Кавамура — ударные на треках 10 и 11
- Кацудзи Кирита — ударные на треках 5, 6, 7 и 8
- Акт. — ударные на треках 4 и 9

## Факты
- Название сборника взято из текста песни «Green Light Ride».
- В альбоме указано, что это сборник песен с 1998 по 2018 год, но две песни в альбоме («Green Light Ride» и «Call Me Crazy»), наряду с самим альбомом, были выпущены в 2019 году.
- Это единственный релиз группы, на обложке которого слово Crush 40 пишется как Crush Forty.